# Striptiras
Striptiras é uma tira cômica criada por Laerte Coutinho. As tiras traziam uma variedade de personagens, como O Condomínio, Gata e Gato, Fagundes, o puxa-saco, entre outros. O nome, que faz um trocadilho com o termo em inglês para tiras (comic strip) também foi utilizado em uma revista que reunia compilações das tiras de mesmo nome. A revista, publicada pela Circo Editorial, durou 15 números, entre março de 1993 e dezembro de 1994. Posteriormente, o nome foi usado em uma nova coletânea das tiras, dessa vez em formato de livro de bolso, publicada pela L&PM. A tira ganhou o Troféu HQ Mix de "melhor tira nacional" em 1998 e 2005 (este último, em conjunto com a tira Piratas do Tietê, também de Laerte).